# Іван Величко-Босовський
Іва́н Вели́чко-Босо́вський (*д/н — після 1665) — український політичний та військовий діяч, кошовий отаман Війська Запорозького у 1662 та 1665 роках.

## Життєпис
Про місце і дату народження немає відомостей. Перша згадка про нього припадає на 1649 рік, коли був козаком Бабанської сотні Уманського полку.
У 1662 році обирається кошовим отаманом. Із самого початку став активно діяти проти татар, відправивши загони на розвідку та для дрібних атак на улуси.
Після переходу гетьмана Юрія Хмельницького на бік Яна II Казимира, короля Речі Посполитої, разом із Кошем зберіг вірність Московському царству. При цьому доправив Хмельницькому дошкульного листа, але не рушив із загонами на допомогу українським полкам на чолі із наказним гетьманом Якимом Сомком.
Після зречення Хмельницького й обрання Павла Тетері гетьманом Правобережної України, Величко від імені Запорозької Січі звернувся вже до нього з пропозицією розірвати союз з Річчю Посполитою й визнати владу московського царя.
Надалі зберігав промосковські симпатії. Влітку 1665 року, коли точилися суперечки між прихильниками Москви та самостійності Коша, внаслідок інтриг московських воєвод як компроміс було вдруге обрано Величка-Босовського. Він намагався вгамувати розгардіяш, що виник на Січі, втім, не мав особливого успіху. В цей час дістав пропозицію гетьмана Петра Дорошенка щодо союзу. На це Величко відповідав ухильно, ставлячи на передумови невступу в угоди з поляками. Але вже наприкінці того ж року Величка-Босовського позбавили отаманства, обравши замість нього Левка Шкуру. Про подальшу долю Величка нічого невідомо.